# Línea 513EX (Bahía Blanca)
La Línea 513 Expreso es una línea de colectivos de Bahía Blanca, es operado por la empresa Transporte Automotor San Gabriel S.A.

## Recorrido
- Troncal:Pilcaniyen y M. Campos-Plaza V. Mitre-Brown y Fitz-Roy	Córdoba y Alem-H. Italiano-Pilcaniyen y M. Campos